# Đoàn Lê
Đoàn Lê (15 tháng 4 năm 1943 – 6 tháng 11 năm 2017), còn có bút danh Hạ Thảo, tên thật là Đoàn Thị Lê, là một nhà văn, họa sĩ, diễn viên, nhà biên kịch, đạo diễn người Việt Nam. Bà nguyên là Giám đốc Trung tâm Văn hóa nghệ thuật thành phố Hải Phòng.

## Xuất thân và quá trình hoạt động
Đoàn Lê sinh năm 1943 tại Thành phố Hải Phòng trong một gia đình nho học, có nghề thuốc gia truyền.
Khi còn là một nữ sinh lớp chín Trường cấp ba Phan Chu Trinh ở Hải Phòng, Đoàn Lê đã có thơ đăng báo. Năm mười tám tuổi, Đoàn Lê viết bài thơ Bói hoa được bạn yêu thơ hồ hởi đón nhận. Sau đó thi vào học Khoa Điện ảnh, Trường Sân khấu Điện ảnh Hà Nội.
Ra trường Đoàn Lê được điều về Hãng Phim truyện Việt Nam. Đoàn Lê thuộc số những diễn viên điện ảnh đầu tiên của điện ảnh cách mạng Việt Nam, cùng lớp với Lâm Tới, Trà Giang, Minh Đức... Bà từng đóng vai chính (cô giáo Hồng Vân) trong phim Quyển vở sang trang năm 1975 của đạo diễn Nguyễn Ngọc Chung.
Sau khi có gia đình riêng, bà chuyển sang thiết kế mỹ thuật và dành thời gian đi học hội họa. Người truyền nghề cho bà là hai danh họa Dương Bích Liên và Bùi Xuân Phái. Bà đã vẽ được hàng trăm bức tranh sơn dầu khổ lớn. Tranh của bà đủ triển lãm riêng mấy cuộc và góp mặt trưng bày cùng các họa sĩ khác ở các Galery sang trọng ở Hải Phòng và Hà Nội.
Năm 1963, Đoàn Lê chuyển sang viết văn xuôi, các truyện ngắn đầu tiên: Đôi mắt hoa nhài, Trương Viên, Cây xoan non của Đoàn Lê đã lần lượt được in trên hai tờ báo danh tiếng là Báo Văn nghệ và Báo Đại đoàn kết.
Bước sang những năm bảy mươi, tám mươi của thế kỉ XX, Đoàn Lê lại thử sức viết kịch bản phim truyện và thành công với những phim:
– Bình minh xôn xao;
– Cha và con;
– Làng Vũ Đại ngày ấy.
Sau gần hai mươi năm có chùm truyện ngắn xuất hiện trên văn đàn, năm 1988 Đoàn Lê mới lại công bố thiên tiểu thuyết đầu tay Cuốn gia phả để lại và được Hội Nhà văn Việt Nam trao giải thưởng. Nhiều tác phẩm của bà không chỉ được phát hành tại Việt Nam mà còn được dịch sang tiếng nước ngoài.

## Tác phẩm

### Về Thơ
- Bói hoa[2]

### Truyện ngắn
- Đôi mắt hoa nhài (1963)
- Trương Viên (1963)
- Cây xoan non (1963)
- Thành hoàng làng sổ xố (tập truyện ngắn 1992)
- Trinh tiết xóm Chùa (Giải thưởng Báo Văn nghệ)
- Nghĩa địa xóm Chùa
- Người đẹp xóm Chùa
- Giường đôi xóm Chùa
- Người khách đêm giao thừa
- Chờ nhật thực
- Chờ nguyệt thực
- Sex
- Quai xăm
- Làm đẹp
- Gối mộng
- Mẹ và con và thánh thần
- Kiệm cười (2011, báo Người Đại biểu nhân dân)
- Gối mộng (2011, báo Văn nghệ Công an)[2]

### Tiểu thuyết
- Cuốn gia phả để lại (1990, được Hội Nhà văn Việt Nam trao giải thưởng)
- Lão già tâm thần (1993)
- Người đẹp và đức vua (1991)
- Tiền định (2010)
- Oan hồn ngõ đá dốc[2]

### Kịch bản phim truyện
- Bình minh xôn xao
- Cha và con
- Làng Vũ Đại ngày ấy.
- Hồ Xuân Hương[2]

### Các phim đạo diễn
- Con Vá (biên kịch kiêm đạo diễn – Bông sen bạc LHP toàn quốc)
- Chim bìm bịp (đạo diễn, huy chương bạc LHP toàn quốc)...

## Giải thưởng
Đoàn Lê đã nhận được nhiều giải thưởng văn học, như giải thưởng của Hội Nhà văn Việt Nam cho tiểu thuyết Cuốn gia phả để lại, giải thưởng báo Văn Nghệ và Hội Liên hiệp văn học toàn quốc cho truyện Trinh tiết xóm Chùa.

## Đánh giá
- Nhà phê bình Đông Dương:

"Quả đúng là "huyền thoại" khi tập truyện ngắn Trinh tiết xóm Chùa của Đoàn Lê được dịch ra tiếng Anh và giới thiệu với bạn đọc Mỹ. Rất nhiều bài viết giới thiệu về tập sách cho thấy sự quan tâm của bạn đọc nước ngoài đối với đời sống, văn học Việt Nam rất tinh tế và sâu sắc.
- Tạp chí Consortium Distributors (Nghiệp đoàn xuất bản) đánh giá về tuyển tập Tinh tiết xóm chùa:

"Đoàn Lê được ghi nhận ở phong cách đa dạng và sức sáng tạo tươi mới. Với giới học giả, những truyện ngắn này cho một cái nhìn vào bên trong văn hóa Việt Nam sau Đổi mới. Với người đọc nói chung, đây là những tác phẩm bao quát và đầy nhân văn về những đề tài như lòng tham, hôn nhân, ly dị, tuổi già; đó là những tác phẩm về quyền con người, khảo sát tất cả những gì bí ẩn tinh tế của trái tim con người"...
- Giáo sư Nguyễn Lân Dũng đánh giá:

Tôi khâm phục văn tài của Đoàn Lê vì chị đã làm cho người đọc không thể không khắc khoải suy nghĩ và lo âu cho tương lai của nông thôn nước ta trước những diễn biến đi ngược lại với truyền thống nhân văn, nhân ái qua hàng nghìn năm qua...Tôi đã biết tới không ít các sáng tác của chị, Vua Minh Mệnh, Cuốn gia phả để lại, Lão già tâm thần, Tiền định, Trinh tiết xóm Chùa... Không ít chuyện ngắn đã gắn bó với địa danh xóm Chùa, nào là Đất xóm Chùa, Nghĩa địa xóm Chùa, Người đẹp xóm Chùa, Giường đôi xóm Chùa,... và thật sự ấn tượng với cái Xóm Chùa của chị. Có lần tôi đã thẳng thắn nói giữa diễn đàn Quốc hội: "Mỗi chúng ta nên đọc tác phẩm Trinh tiết xóm Chùa của nữ sĩ Đoàn Lê, để hiểu thêm nông thôn nước ta đang có những diễn biển tiêu cực ra sao? Có biết thì mới hy vọng thay đổi được cái nơi mà phần lớn cư dân nước ta đang sinh sống". Tôi không ngờ sau đó chị từ Hải Phòng lên thăm tôi và đàm đạo khá lâu với tôi.